# 克萊兒·馥蘭妮
克萊兒·馥蘭妮（英語：Claire Antonia Forlani，1971年12月17日—）是一名英國女演員以及電影、電視劇演員。

## 早期生活
克萊兒生於倫敦特威克納姆（Twickenham），母親是來自英國的芭芭拉·迪更生（Barbara Dickinson），父親是來自義大利的樂曲管理師（music manager）畢爾·馥蘭妮（Pier Forlani）。她十一歲時進入倫敦藝術教育學院（Arts Educational Schools），開始學習演戲。在校學習六年後，她也開始學舞，因此也演出舞台劇《胡桃夹子》（The Nutcracker）與《地獄中的奧菲歐》（Orpheus in the Underworld）。

## 職業生涯
克萊兒在1993年隨雙親遷至洛杉磯以至好萊塢尋找電影的演出機會。於是她便演出了中篇幅的電視劇《甘迺迪：激情年代》（J.F.K.: Reckless Youth）與電影《金牌警校軍第七季》（Police Academy: Mission to Moscow）。1995年她在凱文·史密斯（Kevin Smith's）的《耍酷一族》（Mallrats）裡飾演配角布蘭迪·史文寧（Brandi Svenning）。1996年，她在賣作電影《絕地任務》中飾演史恩·康納萊的女兒。此時的她仍同時在小成本電影與大製作的電影中演出。克萊兒在1998年打算演出《深海攔截大海怪》（Deep Rising），可是因為她的角色與原創牴觸，因此在開拍幾天就消失她的角色。同年，她與安東尼·霍普金斯、畢彼特共同在《第六感生死緣》（Meet Joe Black）中演出並因此成名，此片成為她最賣作的作品。2001年，她演出恐怖片《奪命連線》（Antitrust）。同年，克萊兒成為名牌L'Oreal的代言人。她被雜誌《Stuff》的百大性感女性中被評為2000年第五十一名、2001年第八十九名，並且是《男人幫》2001年百大性感女性的第八十五名。並被英國的《Loaded》雜誌選為百大性感寶貝之一。在2003年，她也與成龍演齣電影《免死金牌》。
2006年秋，克萊兒加入《CSI犯罪現場：紐約》，飾演醫學鑑識官蓓頓·崔絲科（Peyton Driscoll）博士。2007年2月演出娜拉·羅伯茲（Nora Roberts）的小說改編電影《幽暗月光》（Carolina Moon）中的托莉·波迪（Tori Bodeen）一角。

### 私生活
在1997年到98年間，克萊兒與演員班尼西歐·岱托羅（Benicio del Toro）、約翰·庫薩克（John Cusack）傳過誹聞，而98到99年間則是與畢彼特及班·史提勒傳誹聞。2007年六月，克萊兒嫁給演員道格瑞·史考特（Dougray Scott）。

## 影誌
| 年份   | 劇名                                                                    | 角色                                | 其他                                   |
| ------ | ----------------------------------------------------------------------- | ----------------------------------- | -------------------------------------- |
| 1992年 | 《極速狂飆》（Gypsy Eyes）                                              | 卡特琳娜（Katarina）                | 處女作                                 |
| 1994年 | 《金牌警校軍第七季》                                                    | 卡特琳娜（Katrina）                 |                                        |
| 1995年 | 《耍酷一族》（Mallrats）                                                | 布蘭迪·史文寧                       |                                        |
| 1996年 | 《巴斯奇亞》（Basquiat）                                                | 吉娜·卡迪娜莉（Gina Cardinale）     |                                        |
| 1996年 | 《絕地任務》                                                            | 潔蒂·安格魯（Jade Angelou）         |                                        |
| 1997年 | 《意氣風發》（The Last Time I Committed Suicide）                       | 喬安（Joan）                        |                                        |
| 1998年 | Into My Heart                                                           | 妮娜（Nina）                        |                                        |
| 1998年 | 《第六感生死緣》( Meet Joe Black )                                      | 蘇珊·巴瑞斯Susan Parrish            |                                        |
| 1999年 | 《神秘兵團》（Mystery Men）                                             | 莫妮卡（Monica）                    |                                        |
| 2000年 | 《擋不住的愛妹》（Boys and Girls）                                      | 珍妮佛·布勞斯（Jennifer Burrows）   |                                        |
| 2001年 | 《奪命連線》（Antitrust）                                               | 愛莉絲·波爾森（Alice Poulson）      |                                        |
| 2002年 | 《凸槌刺客》（Triggermen）                                              | 艾瑪·卡特勒（Emma Cutler）          |                                        |
| 2003年 | 《免死金牌》（The Medallion）                                           | 妮可兒·詹姆斯（Nicole James）       |                                        |
| 2003年 | The Pentagon Papers                                                     | 派翠西亞·馬克斯（Patricia Marx）    | 丹尼爾·尹爾斯伯格的妻子                |
| 2004年 | 《高球大滿貫》（Bobby Jones: A Stroke of Genius）                       | 瑪麗·馬龍·瓊斯（Mary Malone Jones） |                                        |
| 2005年 | 《足球流氓》（Green Street）                                            | 香農·達漢（Shannon Dunham           |                                        |
| 2005年 | 《影舞者》（The Shadow Dancer）                                         | 伊莎貝爾·巴裡許（Isabella Parish）  | 在美國片名為Shadows in the Sun（日影） |
| 2006年 | 《史蒂芬金之噩夢工廠之蹲尾區》（Nightmares & Dreamscapes - Crouch End） | 朵瑞絲·弗裡曼（Doris Freeman）      |                                        |
| 2006年 | 《在屋頂上流浪》（Hallam Foe）                                          | 維莉蒂·弗依（Verity Foe）           |                                        |
| 2006年 | CSI犯罪現場：紐約                                                       | 裴頓·綴斯科（Dr. Peyton Driscoll）  | 2006–07年 2010年                       |
| 2007年 | 《幽暗月光》（Carolina Moon）                                           | 托莉·波迪                           |                                        |
| 2008年 | 《回憶愛情路》（Flashbacks of a Fool）                                  | 露西·迪維斯（Ruth Davies）          |                                        |
| 2008年 | 《末日危城：王者之役》（In the Name of the King）                       | 索拉納（Solana）                    |                                        |
| 2008年 | 《馬兒喝啤酒》（Beer for My Horses）                                    | 安妮（Annie）                       |                                        |
| 2009年 | False Witness                                                           | 碧芭·波特（Pippa Porter）           |                                        |
| 2009年 | Shannon's Rainbow                                                       | 克莉絲蒂娜（Christine）             |                                        |
| 2009年 | Not Forgotten                                                           | 凱蒂（Katie）                       |                                        |
| 2010年 | No Ordinary Trifle                                                      | 凱特·譚普敦（Kate Templeton）       |                                        |
| 2011年 | Camelot                                                                 | 伊格赖因王后（Queen Igraine）       | 電視影集                               |

## 外部連結
- 克萊兒·馥蘭妮在互联网电影资料库（IMDb）上的資料（英文）